# Ecnomiosa
Ecnomiosa är ett släkte av armfotingar. Ecnomiosa ingår i familjen Kingenidae.
Ecnomiosa är enda släktet i familjen Kingenidae.
Kladogram enligt Catalogue of Life:
| Ecnomiosa | \| \| Ecnomiosa gerda \| \| \| \| \| \| Ecnomiosa inexpectata \| \| \| \| |
|           | \| \| Ecnomiosa gerda \| \| \| \| \| \| Ecnomiosa inexpectata \| \| \| \| |
|           | Ecnomiosa gerda                                                           |
|           |                                                                           |
|           | Ecnomiosa inexpectata                                                     |
|           |                                                                           |